# جيمي شيلدز
جيمي شيلدز (بالإنجليزية: Jimmy Shields)‏ (26 سبتمبر 1931 بديري في أيرلندا الشمالية - 9 يناير 2020) هو لاعب كرة قدم بريطاني في مركز الهجوم. شارك مع منتخب أيرلندا الشمالية لكرة القدم. أما مع النوادي، فقد لعب مع أكسفورد يونايتد ونادي ساوثهامبتون ونادي سندرلاند ونادي كروسيدرز ونادي لارن ‏ ونادي ساوث شيلدز ‏.

## وصلات خارجية
- جيمي شيلدز على موقع قاعدة بيانات كرة القدم.إي يو (الإنجليزية)